# Beleznay Margit (színművész, 1905–1989)
Beleznay Margit (Nagyenyed, 1905. január 5. – Budapest, 1989) színésznő.

## Pályafutása
A Színiakadémiát jó eredménnyel végezte. 1925-ben szerződött a Nemzeti Színházhoz. Férjhezmenetele után két évig Amerikában turnézott, visszajövetelekor, 1929-ben a Pesti Magyar Színházban dolgozott. 1936–37-ben Horváth Árpád a debreceni társulathoz szerződtette. 1937-ben a Vígszínházban is fellépett.
Szerepelt az Éjfélre kiderül című magyar játékfilmben.

## Főbb szerepei
- Beatrix - A néma levente
- Antigoné - Antigoné
- Gizi - Az én lányom nem olyan
- Preville Helén - Árnyék
- Francia nevelőnő - Vége a szép nyárnak
- Éva - Az ember tragédiája